# Lachesilla
Lachesilla är ett släkte av insekter som beskrevs av John Obadiah Westwood 1840. Lachesilla ingår i familjen kviststövsländor.

## Bildgalleri

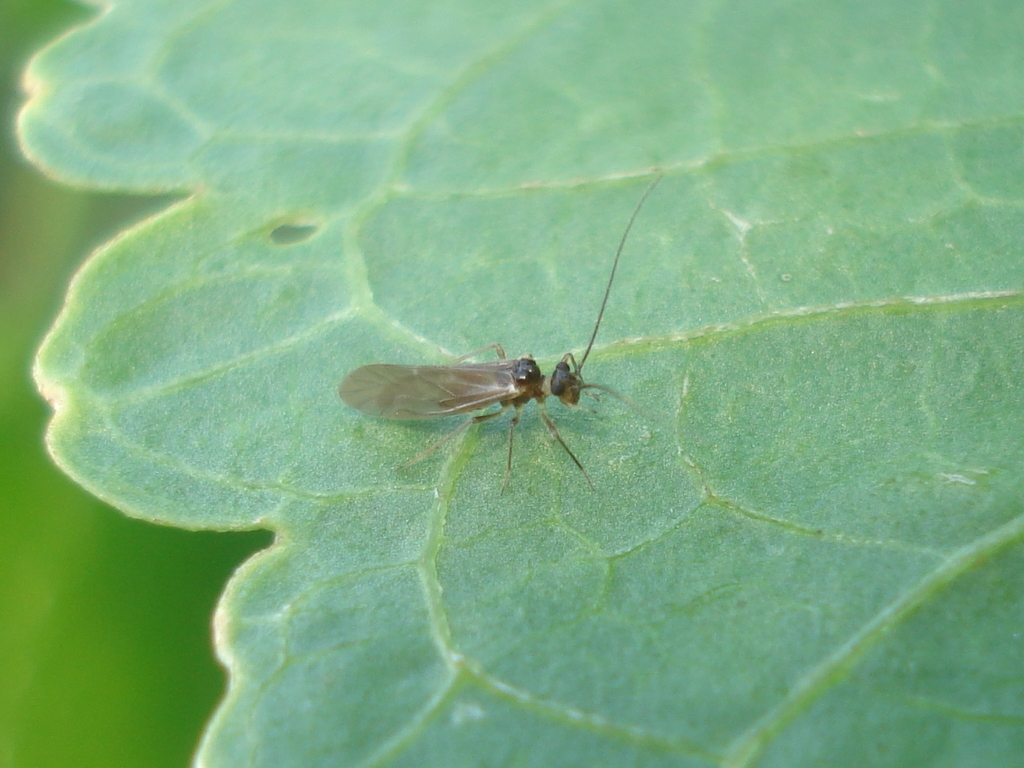

## Dottertaxa tillLachesilla, i alfabetisk ordning[1][2]
- Lachesilla aethiopica
- Lachesilla albertina
- Lachesilla alpejia
- Lachesilla andra
- Lachesilla anna
- Lachesilla arida
- Lachesilla arnae
- Lachesilla bottimeri
- Lachesilla centralis
- Lachesilla chapmani
- Lachesilla chiricahua
- Lachesilla cintalapa
- Lachesilla cladiumicola
- Lachesilla contraforcepeta
- Lachesilla corona
- Lachesilla denticulata
- Lachesilla dona
- Lachesilla floridana
- Lachesilla forcepeta
- Lachesilla fuscipalpis
- Lachesilla gracilis
- Lachesilla greeni
- Lachesilla jeanae
- Lachesilla kathrynae
- Lachesilla kola
- Lachesilla laciniosiforceps
- Lachesilla major
- Lachesilla nita
- Lachesilla nubilis
- Lachesilla nubiloides
- Lachesilla pacifica
- Lachesilla pallida
- Lachesilla pedicularia
- Lachesilla penta
- Lachesilla perezi
- Lachesilla punctata
- Lachesilla quercus
- Lachesilla rena
- Lachesilla riegeli
- Lachesilla rufa
- Lachesilla sulcata
- Lachesilla tectorum
- Lachesilla texcocana
- Lachesilla tropica
- Lachesilla typhicola
- Lachesilla ultima
- Lachesilla yakima